# Villa Cortese
Villa Cortese (Villa Cortesa in dialetto legnanese, AFI: [ˈvila kurˈteːza]) è un comune italiano di 6 279 abitanti della città metropolitana di Milano in Lombardia.
Il territorio amministrativo confina con la città di Legnano, San Giorgio su Legnano, Busto Garolfo, Dairago e non ha frazioni.

## Storia
Il suo nome ha una probabile derivazione da Vicus (Villa) per il primo insediamento sviluppatosi con l'aggiunta di altri insediamenti facendone Curtis (Corte) e definendone così il toponimo, che nel corso dei secoli fu Vilcortex, Vilacortexia ed infine Villa Cortese.
Il ritrovamento di un sarcofago romano databile al I secolo d.C. testimonia un insediamento sul territorio fin dall'epoca romana; il sarcofago si trova ora nel Museo Civico Guido Sutermeister di Legnano.
Il primo documento nel quale il paese viene citato è un atto del 1261, con cui il Prevosto ed i Canonici del Convento di San Giorgio (che si trovava dove ora sorge il Castello Visconteo in Legnano) certificano i beni che detengono tra il fiume Olona, Villa Cortese e la Strada Dairasca che congiungeva Legnano con Dairago.
Sempre nel XIII secolo, Goffredo da Bussero nel Liber Notitiae Sanctorum Mediolani elenca un altare dedicato a san Vittore martire in loco Villa Cortese.
Una pergamena del 1312 cita la famiglia Scazzosi, potente in loco ed avente proprietà anche nelle zone limitrofe; un Ambrogio Scazzosi compare nell'elenco dei Mercanti di lana sottile con marchio e matricola, datata 9 novembre 1403, abitante a Villa Cortese e dipendente dalla Pieve di Olgiate Olona, nel Ducato di Milano. Soppresso da Napoleone che lo annesse a Dairago, il Comune di Villa Cortese fu ripristinato dagli austriaci, ma nuovamente abolito nel 1868 da Vittorio Emanuele II con il Regio decreto 5192, che lo unì stavolta a Busto Garolfo, cittadina limitrofa e rivale. L'autonomia comunale fu infine ripristinata quasi un secolo dopo, il 13 ottobre 1966.

### Simboli
Lo stemma comunale è stato concesso con il decreto del presidente della Repubblica del 28 agosto 1971.
(D.P.R. 28 agosto 1971)
A seguito della rinnovata autonomia del 1966, l'amministrazione comunale ebbe la necessità di dotarsi di un nuovo stemma che venne scelto a seguito di una votazione popolare svoltasi tra il 26 e il 29 settembre 1968. Venne preferito il bozzetto rappresentante un germoglio verde che nasce dalle radici di un tronco tagliato, con riferimento alla rinascita del comune autonomo dalle radici della sua storia precedente.
Il gonfalone è un drappo di azzurro.

## Monumenti e luoghi d'interesse
- Chiesa di San Vittore

## Società
Il collegamento con i comuni limitrofi viene effettuato tramite autolinee Movibus.
Fra i primi comuni ricicloni italiani, da anni ha stabilizzato la sua raccolta differenziata attorno al 70%. Il palazzo municipale è dotato di impianto fotovoltaico per la produzione di energia elettrica e acqua calda, così pure le scuole medie ed elementari. Presso la piattaforma comunale è possibile qualsiasi tipo di smaltimento. È dotato di otto parchi pubblici attrezzati e ogni anno viene organizzata dall'amministrazione comunale la giornata della pulizia dei boschi. La tradizionale fiera si svolge alla fine di settembre, mentre i caratteristici mercatini natalizi si tengono a metà dicembre.

### Evoluzione demografica
Abitanti censiti

## Cultura

### Istruzione

#### Scuole
- Asilo nido
- Scuola materna
- Scuole elementari Pinciroli Giuseppe
- Scuole medie Papa Giovanni XXIII
- Istituto Tecnico Agrario "Gregorio Mendel"

## Amministrazione

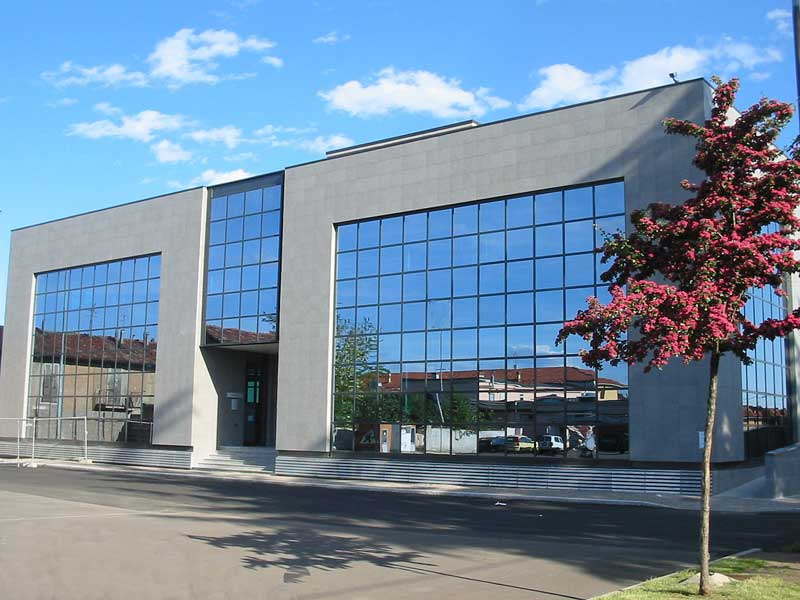
Municipio- foto Peppino Barlocco

| Periodo | Periodo   | Primo cittadino      | Partito                        | Carica  | Note |
| ------- | --------- | -------------------- | ------------------------------ | ------- | ---- |
| 1988    | 1993      | Alessandro Ubiali    | Democrazia Cristiana           | Sindaco |      |
| 1993    | 1997      | Cristiano Cozzi      | Lega Nord                      | Sindaco |      |
| 1997    | 2001      | Bruno Dell'Acqua     | Lista civica Insieme per Villa | Sindaco |      |
| 2001    | 2006      | Bruno Dell'Acqua     | Lista civica Insieme per Villa | Sindaco |      |
| 2006    | 2011      | Giovanni Alborghetti | Lista civica Insieme per Villa | Sindaco |      |
| 2011    | 2016      | Giovanni Alborghetti | Lista civica Insieme per Villa | Sindaco |      |
| 2016    | 2021      | Alessandro Barlocco  | Lista civica Insieme per Villa | Sindaco |      |
| 2021    | in carica | Alessandro Barlocco  | Lista civica Insieme per Villa | Sindaco |      |

## Sport

### Pallavolo
Il nome di Villa Cortese arriva alle cronache sportive nazionali a partire dalla stagione 2006-2007, quando la MC-PietroCarnaghi, squadra di pallavolo femminile, approda dalla B2 alla B1, l'anno successivo viene promossa in A2 e nel 2009 vince il playoff per accedere alla Serie A1. Nel 2010 la neo-promossa in A1 vince la Coppa Italia, cosa che ripeterà anche l'anno successivo. Nella stagione 2010-2011 debutta in Europa nella Cev Champions League, arrivando la stagione successiva sino alle semifinali. Nelle sue prime tre stagioni di campionato la squadra raggiunge due secondi posti e un 1º posto nella regular season; conquista inoltre tre finali, sfiorando lo scudetto per un punto, nel tie-break (5º set) di Gara5 delle finali scudetto 2011-2012.